# Gjorge Ivanov
Gjorge Ivanov (alternativ stavning: Georgi Ivanov; makedonska: Ѓорге Иванов), född 2 maj 1960 i Valandovo i dåvarande Jugoslavien, är en makedonsk juridikprofessor och politiker. Han var Nordmakedoniens president från 12 maj 2009 till 12 maj 2019.
Fram till 1990 var Ivanov medlem av Jugoslaviens kommunistiska ungdomsförbund. I presidentvalet den 22 februari 2009 kandiderade han som presidentkandidat för kristdemokratiska VMRO-DPMNE. Ivanov fick flest röster men eftersom han inte erövrade de 50 procent som krävs för att vinna redan i första valomgången så hölls en andra valomgång den 5 april, i vilken Ivanov vann en jordskredsseger över socialdemokraten Ljubomir Frčkoski .
Eftersom valdeltagandet översteg grundlagsstadgade 40 % så slapp man att genomföra ett nytt presidentval inom ett halvår.
Han bor med fru och två barn i huvudstaden Skopje.